# تیموتی اسپال
تیموتی لئونارد اسپال (به انگلیسی: Timothy Leonard Spall)، OBE (زاده ۲۷ فوریه ۱۹۵۷) بازیگر اهل انگلستان است. بعضی از نقش‌های وی شامل پیتر پتی‌گرو در هری پاتر، وینستون چرچیل در سخنرانی پادشاه، آقای پو در بدبیاری‌ها، داستان‌های لمونی اسنیکت، و  آرایشگر شیطانی خیابان فلیت هستند.
 در ضمن وی نقش‌هایی در درد بیهوده عشق، فرار مرغی نیز داشته‌است. وی برنده نخل طلا شده‌است.

## فیلم‌شناسی
فهرست برخی از فیلم‌هایی که تیموتی اسپال در آنها به ایفای نقش پرداخته‌است:
- آخرین سامورایی
- آلیس در سرزمین عجایب
- هری پاتر
- سخنرانی پادشاه
- سرگذشت ناگوار، داستان‌های لمونی اسنیکت
- آرایشگر شیطانی خیابان فلیت
- درد بیهوده عشق
- بی روح
- افسون کردن
- همه یا هیچ
- آقای ترنر
- ستاره راک
- به مبارزه طلبیدن مرگ
- جادوانگی
- کشتن یک کشیش
- جک‌بوتس در وایتهال
- وتل
- جینجر و رزا
- آخرین اتوبوس
- برف در بنیدورم

## جوایز و افتخارات
- کاندیدای بفتای بهترین بازیگر نقش اول مرد برای فیلم رازها و دروغ‌ها در سال ۱۹۹۶
- کاندیدای بفتای بهترین بازیگر مکمل مرد برای فیلم وارونه در سال ۱۹۹۹